# Szuzumija Haruhi
A Szuzumija Haruhi no júucu (涼宮ハルヒの憂鬱; Szuzumija Haruhi melankóliája; Hepburn: Suzumiya Haruhi no Yūutsu) a japán Szuzumija Haruhi regénysorozat első részének a címe, amit ez a 14 részes anime dolgoz fel. A többi regényt is feldolgozza Cugano Gaku azonos című mangája. Műfajilag a sci-fi, vígjáték és iskolai animék közé sorolható.

## Szereplők
Kjon (キョン; Hepburn: Kyon)
Szinkronhang: Szugita Tomokazu (japán), Crispin Freeman (angol)
Kjon a sorozat narrátora és főhőse. Haruhi osztálytársa és az SOS brigád tagja. "Kjon" csak egy becenév, valódi nevére még nem derült fény.
Szuzumija Haruhi (涼宮 ハルヒ; Hepburn: Suzumiya Haruhi)
Szinkronhang: Hirano Aja (japán), Wendee Lee (angol)
Haruhi a történet címszereplője és az SOS brigád alapítója és vezetője.
Aszahina Mikuru (朝比奈 みくる; Hepburn: Asahina Mikuru)
Szinkronhang: Gotó Júko (japán), Stephanie Sheh (angol)
Nagato Juki (長門 有希; Hepburn: Nagato Yuki)
Szinkronhang: Csihara Minori (japán), Michelle Ruff (angol)
Koizumi Icuki (古泉 一樹; Hepburn: Koizumi Itsuki)
Szinkronhang: Ono Daiszuke (japán), Johnny Yong Bosch (angol)
Kjon húga (キョンの妹; Hepburn: Kyon no Imōto)
Szinkronhang: Aoki Szajaka (japán), Kari Wahlgren (angol)
Curuja (鶴屋; Hepburn: Tsuruya)
Szinkronhang: Macuoka Juki (japán), Kari Wahlgren (angol)
Aszakura Rjóko (朝倉 涼子; Hepburn: Asakura Ryōko)
Szinkronhang: Kuvatani Nacuko (japán), Bridget Hoffman (angol)
ENOZ
Egy lányokból álló diákzenekar. Tagjai:
- Enomoto Mijuki (榎本 美夕紀; Hepburn: Enomoto Miyuki?) – vokál és gitár
- Nakanisi Takako (中西 貴子; Hepburn: Nakanishi Takako?) – gitár
- Okadzsima Mizuki (岡島 瑞樹; Hepburn: Okajima Mizuki?) – dob
- Zaizen Mai (財前 舞; Hepburn: Zaizen Mai?) – basszusgitár

Tanigucsi (谷口; Hepburn: Taniguchi) és Kunikida (国木田; Hepburn: Kunikida)
Kjon barátai.